# Purpuricenus budensis
Purpuricenus budensis ist ein Käfer aus der Familie der Bockkäfer und der Unterfamilie Cerambycinae. In Mitteleuropa findet man außer Purpuricenus budensis nur noch Purpuricenus kaehleri, den Kahlen Purpurbock: In Europa ist die Gattung Purpuricenus mit zwölf Arten vertreten, die alle durch ihre Größe und ihre purpurroten Flügeldecken mit schwarzen Flecken auffallen. Weltweit werden bei GBIF 56 Arten der Gattung gezählt.

## Bemerkungen zum Namen
Der Käfer wird erstmals 1783 unter dem Namen Cerambyx budensis von Götz (nicht wie häufig zu lesen von Goeze) beschrieben und mit vier Abbildungen (Abb. 1) ergänzt, die verschiedene Farbvarianten darstellen. Als Fundort des Käfers nennt Götz die Gegend von Ofen in Ungarn. Dieser Teil von Budapest heißt auf Ungarisch Buda, was den Namensteil budensis erklärt.
Der Gattungsname Purpuricenus erscheint erstmals 1821 im Sammlungskatalog von Dejean. Die Beschreibung der Gattung durch Audinet-Serville nach Ziegler erfolgte erst 1833. Der Gattungsname Purpuricenus ist von lat. „purpura“ für „Purpur“ abgeleitet und bezieht sich auf die weitgehend purpurfarbenen Flügeldecken des Käfers.
Als Synonyme werden angeführt Lamia ungarica Herbst, 1784, Purpuricenus affinis Brullé, 1832, und Purpuricenus wredii Fischer von Waldheim, 1824.

## Eigenschaften des Käfers
| | |
| Abb. 1: Abbildungen zur Erstbeschreibung 1783 mit vier Varianten der Halsschildfärbung | |
| | |
| | |
| | Abb. 3: Kopf von vorn rechts teilweise getönt weiß: 1. Fühlerglied hellblau: Auge violett: Clypeus dunkelblau: Oberlippe gelbgrün: Oberkiefer gelb: Unterkiefer rot: Lippentaster grün: Kiefertaster |
| Abb. 2: Weibchen von oben, Seite und unten | |
| | |
| | |
| Abb. 4: Männchen auf Witwenblume | |
| Abb. 5: Ende der linken Flügeldecke | |
| | |
| Abb. 6: Detail Halsschild | Abb. 7: Schildchen |
| Abb. 6 und 7 von oben-seitlich, Kopf liegt links | |
| | |
| Abb. 8: Fühler von Männchen (oben) und Weibchen Fühlerspitze jeweils vergrößert; blaue Ziffern: Num- mer des Fühlerglieds; grüner Pfeil: scheinbare Tei- lung des 11. Glieds beim Männchen, roter Pfeil: Zu- spitzung des Fühlerendes beim Weibchen | |

Der Käfer wird zehn bis zwanzig Millimeter lang. Die Oberseite ist auffällig schwarz und purpurn gefärbt, die Unterseite schwarz und dunkel behaart.
Der Kopf (Abb. 3) ist nach unten geneigt und verschmälert sich hinter den Augen nur wenig. Er ist dicht punktiert, vorn feiner, nach hinten grober. Er ist abstehend dunkel behaart. Die nierenförmig ausgebuchteten Augen umfassen die Einlenkung der Fühler von hinten, von vorn sieht man das obere und untere Ende der Augen (Abb. 3 hellblau). Auf der Stirn sind die Innenränder der Augen stärker genähert als unter dem Fühler. Die Fühler (Abb. 8) sind beim Weibchen deutlich elfgliedrig und etwa körperlang, die Fühlerspitze kegelförmig zugespitzt (Abb. 8 roter Pfeil). Beim Männchen ist das elfte Fühlerglied mehr oder weniger deutlich zweigeteilt (Abb. 8 grüner Pfeil), so dass man in der Literatur auch die Charakterisierung 'scheinbar zwölfgliedrig' oder 'undeutlich zwölfgliedrig' findet. Die Fühlerlänge erreicht bei den Männchen fast die doppelte Körperlänge, das 11. Glied mit Anhang ist länger als alle anderen Fühlerglieder. Beim Weibchen ist das elfte Fühlerglied kürzer als das dritte. Die Oberlippe (Abb. 3 dunkelblau) ist groß. Die Oberkiefer (Abb. 3 gelbgrün) sind klein und dreieckig mit scharfer Spitze. Sie werden von den Unterkiefern (Abb. 3 gelb) überragt. Die Kiefertaster (Abb. 3 grün) sind viergliedrig, die Lippentaster (Abb. 3 rot) dreigliedrig. Das letzte Glied bei Kiefer- und Lippentaster ist abgestutzt.
Der Halsschild ist 1,21 bis 1,44 mal breiter als lang und dicht runzlig punktiert. Er hat seitlich zwei spitz endende Höcker. An der Basis ist er gerandet, davor quer eingedrückt. Der Halsschild ist dicht und lang abstehend behaart. Er ist dicht und grob punktiert. Bereits in der Erstbeschreibung wird erwähnt, dass die Färbung des Halsschilds stark variiert und es werden vier Varianten abgebildet, ganz schwarz, fast ganz rot und Übergänge (Abb. 1).
Das Schildchen (Abb. 7) ist schwarz und fein behaart. Es ist dreieckig und nach hinten sehr spitz auslaufend.
Die Flügeldecken sind hinter der Basis gemeinsam etwas breiter als der Halsschild an der breitesten Stelle. Von den Schultern an sind sie gleich breit bis zum letzten Drittel. Sie sind 2,0 bis 2,28 mal länger als an der Basis breit. Sie sind walzenförmig und am Ende abgestutzt (Abb. 6), am Nahtwinkel kann ein kleines Zähnchen ausgebildet sein. Die Punktierung wird nach hinten feiner, die Behaarung ist unauffällig.
Im Unterschied zu dem auch in Mitteleuropa vorkommenden Purpurbock Purpuricenus kaehleri verbreitert sich die tropfenförmige schwarze Zeichnung auf den Flügeldecken bei Purpuricenus budensis zur Flügeldeckenspitze hin und nimmt das ganze Ende der Flügeldecke ein. Eine sehr ähnliche Form des schwarz gefärbten Bereiches der Flügeldecken findet sich jedoch bei mehreren europäischen Arten der Gattung Purpuricenus und bei weiteren in der asiatischen Türkei und im Kaukasus vorkommenden Arten. Unter den bei Fauna Europaea geführten Arten hat Purpuricenus caucasicus, Purpuricenus graecus, Purpuricenus renyvonae und Purpuricenus nudicollis eine sehr ähnliche Zeichnung der Flügeldecken. Bei Cerambycidae findet man mit ähnlicher Flügeldeckenzeichnung noch die Arten Purpuricenus bitlisiensis, Purpuricenus caucasicola, Purpuricenus comenius, Purpuricenus ferrugineus, Purpuricenus neocaucasicus und Purpuricenus nigronotatus. Ein Schlüssel für diese Arten, die häufig ursprünglich als Varianten oder Unterarten von Purpuricenus budensis geführt wurden, findet sich im Internet.
Die Schenkel sind kaum keulenförmig verdickt. Die Tarsen sind scheinbar viergliedrig, an der Basis des Klauenglieds ist ein weiteres Glied angedeutet.

## Larve
Die Larve wird im letzten Stadium 20 Millimeter lang bei einer Breite von vier bis fünf Millimetern. Eine Abbildung findet sich im Internet. Die Larve ist sechsbeinig, weich, fleischig, glatt und glänzend gelblich. Sie hat stark herausragende Kriechwülste, die kurz rötlich behaart sind. Vorn ist die Larve breit und angeschwollen, das Hinterende abgerundet.
Der Kopf ist breiter als lang und teilweise in das 1. Brustsegment zurückgezogen. Eine obsolete Mittellinie gabelt sich auf der Stirn. Die dreigliedrigen Kiefertaster und die zweigliedrigen Lippentaster sind kurz. Die länglichen Fühler sind viergliedrig und zylinderförmig, das Basisglied ist lang, die beiden folgenden Glieder sind kurz, das Endglied ist kurz und dünn und trägt an der Spitze Härchen. Je drei kleine Einzelaugen liegen neben und unter der Fühlerbasis.
Das erste der drei Brustsegmente trägt vier weiße Flecken, die zwei mittleren sind auffallend groß und rechteckig, die zwei seitlichen haben die Form eines Fragezeichens. Die Beine sind viergliedrig und sehr kurz.

## Biologie
Der Käfer braucht zu seiner Entwicklung zwei bis drei Jahre. Die Larven entwickeln sich in dünneren, absterbenden oder toten Ästen von verschiedenen Laubbaumarten (Eichen, Buchen, Ulmen, Weiden, Pistazien, Paliurus, Prunus und andere Obstbaumarten). Die adulten Käfer sind tagaktiv. Man findet sie gewöhnlich auf Blüten, häufig auf Disteln. Dort wird die Begattung vollzogen und es werden in kleinem Ausmaß auch Blütenteile verzehrt.
In Navarra wird die Art im Juni und Juli in Höhen zwischen 300 und 1000 Metern gefunden, in der Türkei trifft man den Käfer bis in eine Höhe von 1400 Metern an.
In Südfrankreich bei Ria-Sirach bevorzugt der Käfer zur Eiablage die Steineiche. Das Weibchen wählt stets einen mittleren, gut entwickelten Zweig. Nach dem Schlupf bohrt sich die Larve sofort durch Bast und Splintholz ins Kernholz, wo sie kreisförmige Gänge anlegt. Da die äußeren Schichten nur durchquert und damit kaum geschädigt werden, bleiben die Blätter des Astes weiterhin grün und man bemerkt die Anwesenheit der Larve von außen nicht. Erst wenn die inneren Schichten abgetragen sind und nur noch die Rinde und eine dünne Schicht aus Splintholz übrigbleiben, beginnen die Blätter zu vergilben. Dabei entfernt sich die Larve im Unterschied zu den meisten anderen Bockkäferlarven anfänglich vom Stamm. Erst wenn der Ast so stark geschädigt ist, dass er zu welken beginnt, dreht sich die Larve und nagt sich in ihrem eigenen Gang in Richtung auf den Stamm zurück, bis der Gang über eine Länge von fünfzehn bis zwanzig Zentimetern seinen größten Durchmesser erreicht. In diesem Gangabschnitt wird die Puppenwiege angelegt, indem die beiden Gangenden mit Genagsel verstopft werden. Die Puppe ist erstaunlich agil und kann sich bereits bei geringer Störung leicht in der Puppenkammer vor- und zurückbewegen. Das Puppenstadium beginnt im Juni und endet gegen Ende Juli. Dann nagt der Käfer ein Schlupfloch durch die dünne Seitenwand seiner Puppenwiege.

## Verbreitung
Die Art Purpuricenus barbarus aus Nordafrika wurde zeitweise auch zur Art Purpuricenus budensis gerechnet. Entsprechend findet man in der Literatur Stellen (beispielsweise bei Horion), in denen Nordafrika zum Verbreitungsgebiet von Purpuricenus budensis gerechnet wird. Nach heutiger Sicht ist das Vorkommen von Purpuricenus budensis jedoch auf Europa und Teile Westasiens beschränkt. Nach Fauna Europaea verläuft die Grenze des Verbreitungsgebiets des Käfers von Spanien und Frankreich im Westen nördlich begrenzt durch Italien, die Schweiz, Ungarn, die Slowakei sowie das südeuropäische und zentraleuropäische Russland und südlich begrenzt durch die Anrainerstaaten der Adria, dem Ionischen und dem Ägäischen Meer bis in den Nahen Osten. Östlich findet man die Art bis in den Iran und den Kaukasus.